# Cornwalliser Nelkenapfel
Der Cornwalliser Nelkenapfel, auch Cornish Gilliflower oder Cornish Gillyflower, Red Gilliflower, Calville d' Angleterre oder Nelkenapfel ist eine Sorte des Kulturapfels (Malus domestica). Der in einem Garten in Cornwall entdeckte Zufallssämling eignet sich zur Lagerhaltung und hat ein intensives blumiges Aroma. Der Calville eignet sich deshalb vor allem als Tafelapfel.
Obwohl der Apfel vergleichsweise anspruchslos im Anbau ist, und sich seit 200 Jahren als Liebhaberapfel hält, wurde der Nelkenapfel nie im kommerziellen Maßstab angebaut. Grund hierfür ist vor allem die geringe Menge an Früchten, die ein Baum trägt.

## Beschreibung
Die Früchte sind vergleichsweise groß und rot gefärbt auf einem grünen Untergrund. Ihre Form ist konisch und deutlich ausgeprägt gerippt, dabei in der Längsachse fast symmetrisch. Das Fruchtfleisch selbst ist cremefarben und fest. Erst nach längerer Lagerung wird das Fruchtfleisch mürber, und damit einfacher zu essen. Die Schale des Apfels ist glatt und nur schwach berostet. Auch hat sie nur wenige bräunliche Punkte.
Die Früchte wachsen an den Spitzen der Zweige. Der Baum ist diploid und eignet sich deshalb zum bestäuben anderer Bäume. Er blüht in Europa mittel bis spät. Die Blätter sind klein, oval und schmal. Auf der Oberseite sind sie dunkel- auf der Unterseite hellgrün.
Die Ernte ist spät in der Saison und findet in Österreich in der zweiten Oktoberhälfte statt. Dabei tragen die Bäume nur wenige Äpfel. Die Apfelbäume sind im Vergleich zu anderen Sorten mittelgroß bis kein und tragen nur mäßig Früchte.
Die Genussreife des Apfels im Frischlager liegt in Deutschland zwischen Dezember und März. Es handelt sich damit um einen klassischen Winterapfel, der sein volles Aroma erst ab Weihnachten erreicht. Das Fruchtfleisch ist süß und aromatisch, sein auffallender Geruch erinnert an Blüten. Vor allem aufgrund seines Aromas beschreibt Hogg ihn 1860 als „einen der besten Äpfel.“ Die Royal Horticultural Society drückte sich 1842 im Katalog der Pflanzen in ihrem Garten ähnlich aus: „Trägt schlecht. Aber der beste aller Äpfel.“

## Name und Herkunft
Der englische Name Cornish Gilliflower stammt laut Robert Hogg aus einer Verballhornung des französischen Worts girofle – der Landnelke – an deren Duft der frisch aufgeschnittene Apfel erinnert. Der deutsche Name wiederum ist eine direkte Übersetzung davon.
Wann der Apfel genau gezüchtet wurde, ist unbekannt. In Cornwall züchteten die Bauern gewohnheitsmäßig Sämlinge, die sie dann in die Hecken ihrer Farmen integrierten. Äpfel, die sich im Geschmack besonders bewährten, wurden weitergegeben und vermehrt. Sie verließen jedoch nur selten ihren lokalen Herkunftsort in Cornwall. Der Cornwalliser Nelkenapfel war einer der wenigen Äpfel, die durch ihren intensiven Geschmack auch außerhalb Cornwalls bekannt wurden.
Über Truro in Cornwall hinaus wurde er 1813 bekannt, als Sir Christopher Hawkins ihn entdeckte, und an die Royal Horticultural Society schickte. In seinem Begleitbrief teilte er mit, dass der Apfel vor 10 oder 15 Jahren in Cornwall gefunden wurde. Der July flower apple, wie er damals hieß, hat einen sehr auffallenden angenehmen Duft. Insbesondere lobte Hawkins aber den Geschmack der Frucht. Diese empfahl den Apfel ihren Mitgliedern und zeichnete Hawkins mit einer Silbermedaille für seine Bemühungen aus.
Der Apfel verbreitete sich schnell, so dass die Royal Horticultural Society bereits 1826 Nachricht vom Anbau im elsässischen Bollwiller unter dem Namen Calville d' Angleterre erhielt. In Deutschland galt er noch 1841 als „neue Sorte.“

## Identität und Verwandtschaft
Eine molekulargenetische Fingerprint-Analyse bei der zweiten pomologischen Bestimmung der Apfelsorten der Deutschen Genbank Obst (DGO) ergab, dass Cornwalliser Nelkenapfel/Cornish Gilliflower eine Tochtersorte der alten englischen Sorte Gilliflower ist. Während in England Gilliflower anscheinend verloren gegangen ist und außer in den DGO-Sammlungen Pillnitz und Triesdorf nur noch in der Genbank Geneva (USA) nachgewiesen werden konnte, sind vom Cornwalliser Nelkenapfel noch mehrere Exemplare in Deutschland bekannt.
Vom Cornwalliser Nelkenapfel stammt vermutlich die Sorte Cornish Pine ab, die sich durch einen ähnlichen Geschmack auszeichnet, wie der Cornwalliser Nelkenapfel.
Zahlreiche noch unter dem Namen des Cornwalliser Nelkenapfels in Deutschland verbreitete Bäume sind im Übrigen jedoch in Wahrheit von der Sorte London Pepping. Dies rührt daher, dass der Coburger Pomologe Donauer sie unabsichtlich durch Edelreiser vielfach unter ebenjenem Namen verbreitete.